# Haplocladium praelongum
Haplocladium praelongum là một loài rêu trong họ Thuidiaceae. Loài này được (Schimp. ex Besch.) H.A. Crum mô tả khoa học đầu tiên năm 1969.